# Günne (Bokel)

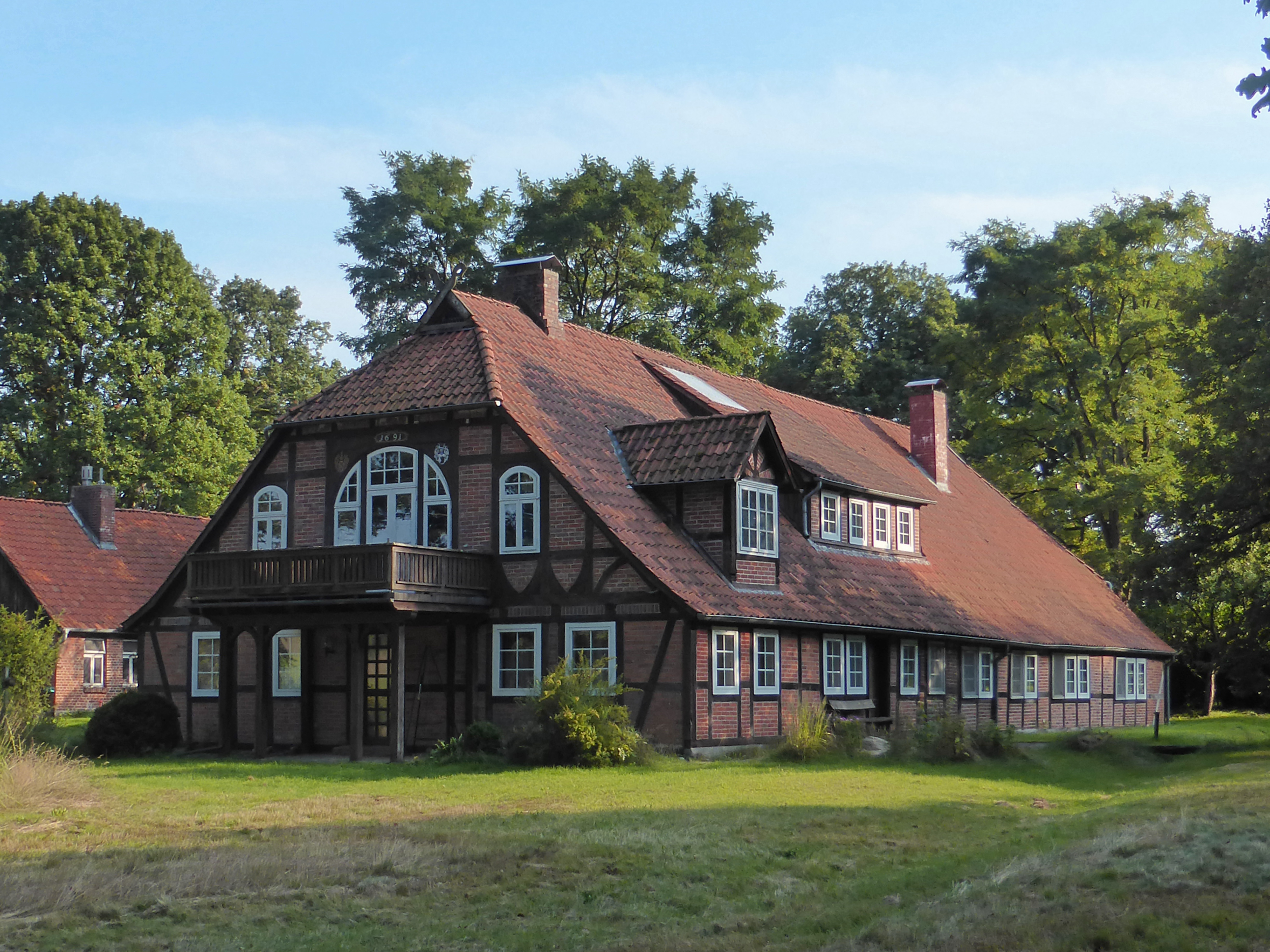
Bauernhaus Günne

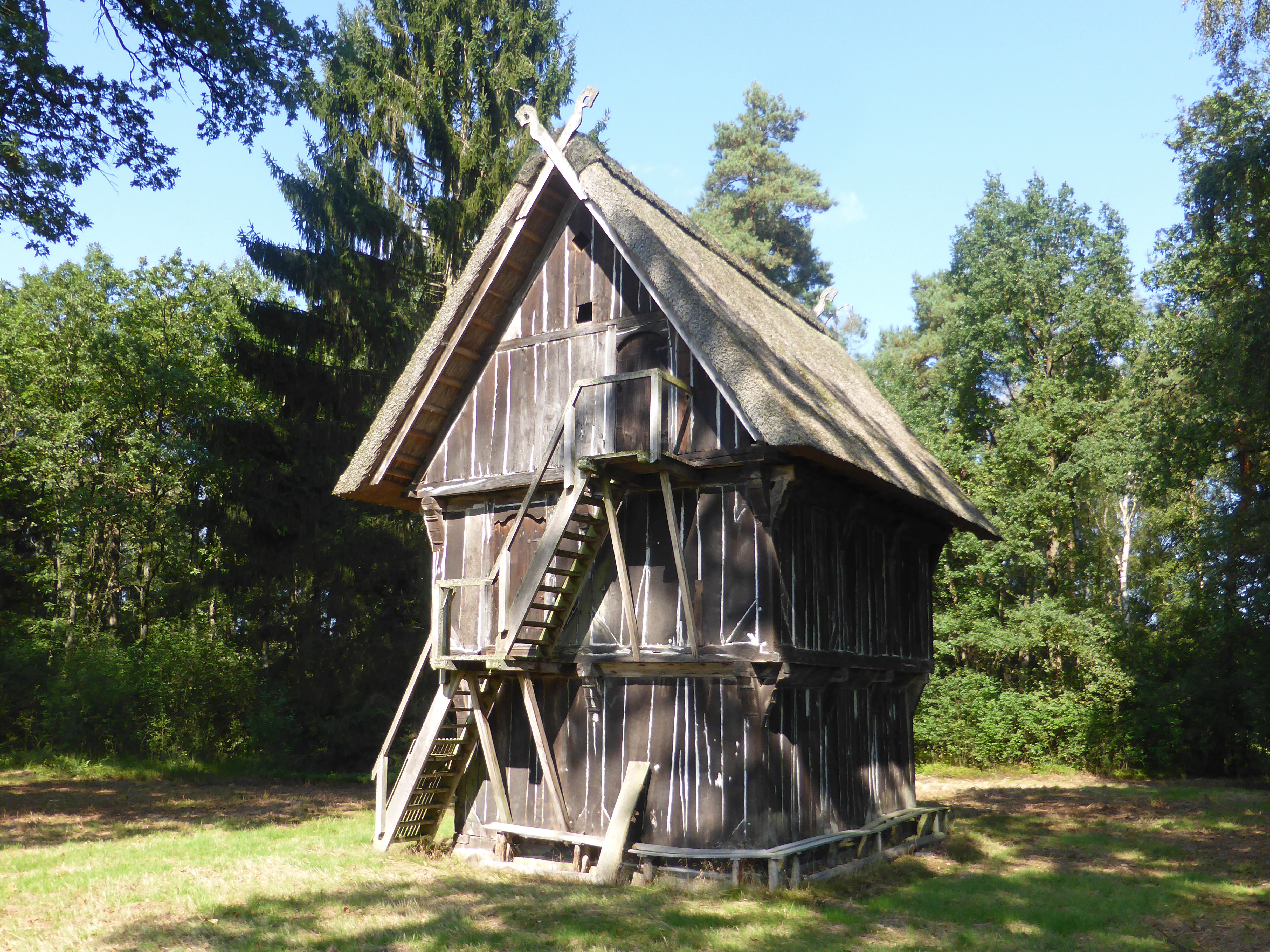
Treppenspeicher

Günne ist ein Wohnplatz von Bokel, einem Ortsteil der Gemeinde Sprakensehl im Landkreis Gifhorn in Niedersachsen. Die Gebäudegruppe „Hofanlage Günne“ ist im Denkmalatlas Niedersachsen unter der Nr. 33922134 verzeichnet.

## Geographie und Verkehrsanbindung
Günne liegt im äußersten Norden des Landkreises Gifhorn, nur gut zwei Kilometer vom Landkreis Uelzen entfernt. Rund einhundert Meter nördlich von Günne entspringt die Stederau, die dort Bokeler Bach genannt wird. Rund fünfhundert Meter nordwestlich von Günne befindet sich das Naturschutzgebiet Bullenkuhle.
Die einzige Straßenverbindung nach Günne ist die Straße Zur Günne vom rund zwei Kilometer entfernten Ortskern von Bokel. Dort befindet sich auch die nächste Bushaltestelle. Rund zwei Kilometer westlich von Günne verläuft die Bundesstraße 4, die mit Kraftfahrzeugen jedoch nur über Bokel und Behren zu erreichen ist.

## Geschichte
Der Weiler Günne geht auf eine Schäferei des rund zwölf Kilometer entfernten Klosters Isenhagen zurück, in der Heidschnucken gehalten wurden.
Im Zuge der Reformation wandelte der Celler Herzog Ernst der Bekenner das Kloster 1540 in ein evangelisches Damenstift um. Aus der Schäferei wurde ein Erbzinshof, der dem Amt Isenhagen unterstand.
Der Dreißigjährige Krieg hatte eine fast vollständige Zerstörung des Hofes zur Folge. Im Jahre 1660 erfolgte der Bau des großen Schafstalls, und um 1700 wurde das Bauernhaus wieder errichtet. Eine Inschrift am Bauernhaus aus dem Jahre 1691 erinnert an diese Zeit.
1903 übernahm Gustav Albrecht, Landrat im Kreis Uelzen, den Hof Günne. Er ließ in den Jahren 1904 bis 1906 viele der zum Hof gehörenden Heideflächen aufforsten. 1907 wurde ein aus dem rund dreißig Kilometer entfernten Wriedel (Kreis Uelzen) stammender Treppenspeicher in Günne unverändert wieder aufgestellt. Der aus dem Jahre 1534 stammende Treppenspeicher steht heute unter Denkmalschutz und ist einer der ältesten erhaltenen Treppenspeicher der Lüneburger Heide.
An der Straße Zur Günne, ungefähr mittig zwischen Günne und dem Ortskern von Bokel, befindet sich heute das Heide-Café Bartels. Auch Ferienwohnungen sind in Günne zu mieten.